# Joaquín del Palacio
Joaquín del Palacio (Madrid, 1905 - ibíd., 1989), conocido por su pseudónimo «Kindel», fue un fotógrafo español, hijo del pintor Manuel del Palacio Freire-Duarte. El apodo fue, en cierto modo, como su imagen de marca, resultado de la última sílaba de quin y la primera de del, pero utilizando la letra k para dar más fuerza a la marca y modernizarla. Kindel consideraba la fotografía como el resultado de la mirada del artista que disparaba su máquina cuando veía algo que le gustaba, le interesaba más la luz de la imagen que las propias escenas que fotografiaba.

## Fotografía
Kindel desarrolló la mayor parte de su labor fotográfica con viajes por la España rural, recogiendo muestras permanentes de la esencia rústica. También realizó viajes fuera de España, a Guinea Ecuatorial o Filipinas con el mismo fin. Antes de estos años cabe mencionar su obra recogiendo muestras de la España de la posguerra. Estas fotografías tienen un marcado carácter social e, incluso, dramático acorde con la realidad de la época.
En las décadas siguientes Kindel va a ser uno de los fotógrafos participantes en el recorrido geográfico por las tierras de España por encargo de la Dirección General de Turismo. Esta Dirección General era heredera del Patronato Nacional de Turismo creado en 1928 por el rey Alfonso XIII. Las fotografías de la Dirección General de Turismo recogen los monumentos y lugares más importantes de España, así como los trabajos realizados por sus habitantes. En esta labor fue acompañado por numerosos fotógrafos de la época, algunos tan conocidos hoy como Catalá Roca y Ortiz Echagüe. Se pueden mencionar otros nombres como Ksado, Garrabella, Lladó, Nuño o Ciganovic.
El Archivo General de la Administración del Estado sito en Alcalá de Henares conserva, entre otros, los fondos fotográficos del Patronato nacional de turismo y de la Dirección General de Turismo. Estos fondos conservan un gran número de fotografías de las gentes, paisajes y monumentos de España correspondientes al periodo 1928-1970. 
Posteriormente emprende una amplia labor de recogida de trabajos de arquitectura bajo el encargo del Colegio de Arquitectos de Madrid. En esta labor Kindel va a ilustrar y documentar, entre otras, las obras de los siguientes arquitectos:
- El  poblado de Vegaviana, obra del arquitecto Fernández del Amo.
- El poblado de Caño Roto, obra de los arquitectos Iñiguez de Onzoño y Vázquez de Castro.
- El pabellón de la Feria del Campo, obra de Alejandro de la Sota.
- La casa Vallet, obra de Coderch y Valls

Sus archivos fotográficos se encuentran conservados en la Fundación Joaquín Díaz en Urueña (Valladolid).
Cabe destacar el homenaje que recibió en el certamen de PhotoEspaña 2000 así como la exposición realizada en 2007 por el Colegio de Arquitectos de Madrid.